# Jan Langedijk

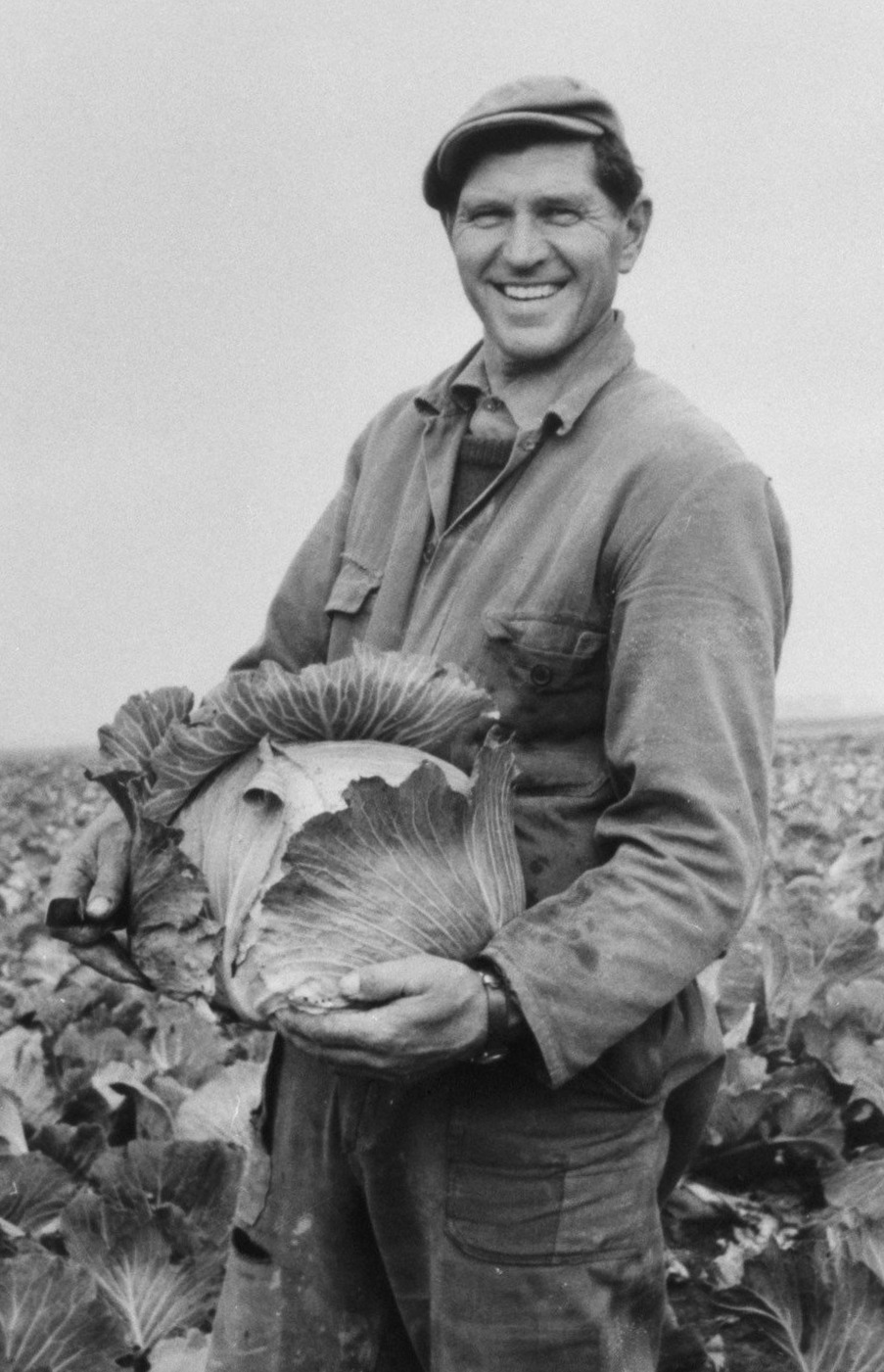
Jan Langedijk op zijn bedrijf in de Schermer ca. 1965

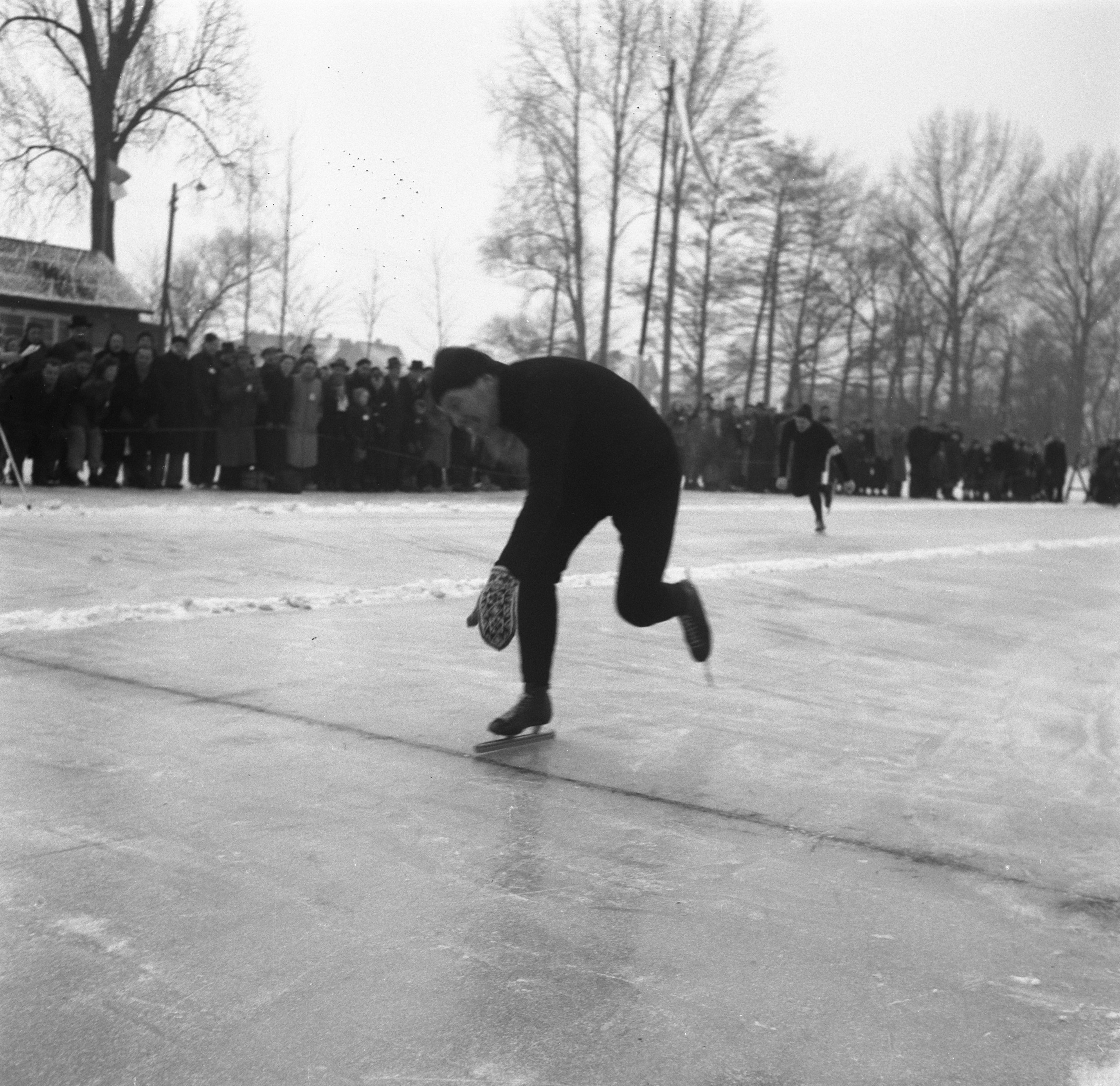
Jan Langedijk (1951)

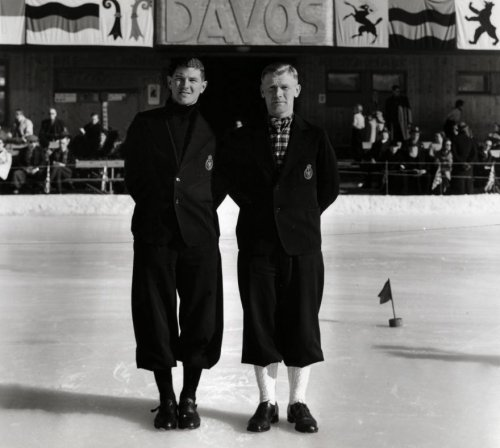
Jan Langedijk (rechts) en Roelof Koops in 1938

Jan Langedijk (Oudkarspel, 27 juli 1910 - Beemster, 3 december 1981) was een Nederlandse schaatser. Hij veroverde de Nederlandse titel op de NK allround toernooien van 1940 en 1947. Langedijk vertegenwoordigde Nederland op de Olympische Winterspelen van 1936 en 1948. In 1948 was hij vlaggendrager en de eerste Nederlandse winterolympiër die voor de tweede keer deelnam.

## Persoonlijke records
| Afstand      | Tijd    | Datum            | Baan       |
| ------------ | ------- | ---------------- | ---------- |
| 500 meter    | 45,0    | 5 februari 1938  | Davos      |
| 1000 meter   | 1.43,6  | 17 december 1933 | Oudkarspel |
| 1500 meter   | 2.20,1  | 5 februari 1949  | Davos      |
| 3000 meter   | 4.58,2  | 29 januari 1935  | Davos      |
| 5000 meter   | 8.24,2  | 5 februari 1949  | Davos      |
| 10.000 meter | 17.28,2 | 5 februari 1938  | Davos      |

## Resultaten
| Jaar | NK Allround | EK Allround | WK Allround | Olympische Spelen                      |
| ---- | ----------- | ----------- | ----------- | -------------------------------------- |
| 1933 | Brons       |             | NF1         |                                        |
| 1934 |             | 14e         |             |                                        |
| 1935 |             |             | 9e          |                                        |
| 1936 |             | 11e         | 14e         | 24e 500m 14e 1500m 4e 5000m 6e 10.000m |
| 1937 |             | 8e          | 10e         |                                        |
| 1938 |             | 16e         | 8e          |                                        |
| 1939 |             | 20e         | 10e         |                                        |
| 1940 | Goud        |             |             |                                        |
| 1941 | Zilver      |             |             |                                        |
| 1942 | 4e          |             |             |                                        |
| 1947 | Goud        | 18e         | 10e         |                                        |
| 1948 |             | 9e          | NS2         | 29e 500m 13e 1500m 5e 5000m 6e 10.000m |
| 1949 |             | 10e         | NC22        |                                        |
| 1951 | 10e         |             |             |                                        |

NF = niet gefinisht, NS = niet gestart, NC = niet gekwalificeerd 